# Сюсько Михайло Іванович
Сюсько́ Миха́йло Іва́нович — доктор філологічних наук, заслужений працівник освіти та заслужений професор УжНУ.

## Біографія
Народився 29 травня 1937 року в селі Голятині Міжгірського району Закарпатської області в селянській сім’ї. У рідному селі закінчив семирічку, а в 1955 році — Міжгірську середню школу. Протягом 1955—1960 рр. навчався в Ужгородському університеті, отримавши тут кваліфікацію вчителя української мови та літератури. Після закінчення університету два роки (1960—1962) працював учителем та завучем Голятинської середньої школи. Потім (1962—1965) навчався в аспірантурі при кафедрі української мови рідного університету під керівництвом знаного вченого Й. О. Дзендзелівського. Далі — робота в Ужгородському університеті на різних посадах: проф. Сюсько М. І., пройшовши шлях від аспіранта до професора, працював тут заступником декана, завідувачем підготовчого відділення (1971—1977), п’ять років (1987—1992) був деканом філологічного факультету. З вересня 1993 року до січня 1999 року (два строки повноважень) очолював Спеціалізовану вчену раду Д. 15.01.03 із прав захисту докторських та кандидатських дисертацій з українського мовознавства. З 1992 до 2006 року завідувач кафедри української мови. Упродовж 2007 року працював у Закарпатському державному університеті, де очолював кафедру філологічних дисциплін. З вересня 2009 року дотепер очолює кафедру філологічних дисциплін у Мукачівському державному університеті.
Кандидатську дисертацію на тему: «Система іменних частин мови у говорах Закарпатської області» проф. Сюсько М. І. захистив у 1969 р. (Львівський університет), а докторську «Сучасна українська народна зоонімія (Зоонімікон українців району Карпат)» — у червні 1991 р. (Новосадський університет, колишня Югославія). Доцент з 1974 року, професор з 1995 року. З грудня 1993 р. академік АН ВО України (відділення філології та мистецтвознавства).

### Коло наукових інтересів за час роботи в Ужгородському національному університеті
Проф. Сюсько М. І. веде активне наукове життя. Його зацікавлення: українська літературна мова, діалектологія, увесь комплекс ономастичної проблематики, історія, становлення та розвиток української літературної мови на Закарпатті. Автор більш ніж 100 наукових публікацій, у т. ч. окремих видань. Виступає з доповідями на різних наукових зібраннях, у тому числі й міжнародних. З-поміж окремих наукових видань: «Займенник у говорах Закарпатської області УРСР» (Харків, 1968), «Взаємовідношення власних і загальних імен (зооніми і апелятиви) в українській мові» (Ужгород, 1985), «Традиційні й сучасні погляди на природу власного імені» (Ужгород, 1994), «Статус зоонима в онимической системе: ономасиологический аспект» (К.: УМК ВО, 1988), «Способы и типы деривации в зоонимии» (К.: УМК ВО, 1989) та ін. Крім того, він підготував до друку два лінгвістичні атласи та словник зоонімів українців району Карпат, а також монографію «Із народного джерела: карпатоукраїнський зоонімікон у контексті інших слов’янських (і неслов’янських) мов», забезпечив понад 20 офіційних відгуків на автореферати кандидатських і докторських дисертацій, виступав офіційним опонентом. У межах кафедри сучасної української мови Ужгородського національного університету проф. Сюсько М. І. тривалий час координував роботу, пов’язану з експертизою дисертацій, очолював комплексну міжкафедральну наукову тему: «Історія української літературної мови та мовознавства на Закарпатті в загальноукраїнському контексті». Водночас він був членом редколегії низки наукових видань, окремі з яких зареєстровані ВАКом України як провідні фахові.
Здебільшого через аспірантуру проф. Сюсько М. І. успішно готував кандидатів наук: шестеро його вихованців уже захистили свої дисертації, а роботи ще трьох у стадії завершення. У рамках угоди про співпрацю здійснював наукове керівництво й аспіранта з університету ім. М. Бели (Банська Бистриця, Словаччина), а в 1998 р. був науковим консультантом докторантки з Мічиганського університету (США), яка працювала тоді в Україні над виконанням теми: «Лінгвістична антропологія (на матеріалі східнослов’янських мов)».
Впродовж роботи в університеті УжНУ проф. Сюсько М. І. забезпечував різні самостійні теоретичні курси, які завжди відзначалися високим рівнем виконання, розробив чимало спецкурсів та спецсемінарів з урахуванням як своїх наукових інтересів, так і побажань самих студентів, які спеціалізуювалися по кафедрі, постійно керував дипломними і курсовими роботами, усіма видами практик, дбаючи при цьому про підвищення якості навчання, а отже, й про належне його методичне забезпечення. Під його безпосереднім керівництвом як завідувача кафедри лише за 2000—2005 рр. викладачі кафедри підготували та видали понад 20 різних методичних посібників, у тому числі й з грифом Міносвіти і науки.
Кафедра сучасної української мови, очолювана проф. Сюсько М. І., була і залишається однією з найбільших в університеті, на якій зосереджено значний викладацький та науковий потенціал. За час його завідування на кафедрі працювало 17 викладачів, чотири з яких — доктори наук, професори, а решта — кандидати наук, доценти. Завдяки значною мірою особистим зусиллям проф. Сюська М. І. тут лише впродовж 2000—2005 рр. кандидатські дисертації захистило вісім осіб, більшість із яких уже самі успішно працюють на посадах доцентів чи викладачів кафедри, а також в інших навчальних закладах у системі вищої школи.
Проф. Сюсько М. І. не лише добрий організатор і адміністратор. Він відзначається ще й активною громадянською позицією, чіткістю і послідовністю. Брав активну участь у багатогранному житті факультету й університету, культурно-освітньому житті краю, тривалий час (близько 25 років) був членом Вченої ради філологічного факультету та Ужгородського університету, членом низки культурно-освітніх товариств, членом комісії з питань мовної політики при облдержадміністрації тощо. 
За багаторічну діяльність в університеті та значний внесок у розвиток освіти на Закарпатті, підготовку науково-педагогічних кадрів для народного господарства проф. Сюсько М. І. неодноразово відзначався: у червні 2000 р. йому було присвоєно звання «Заслужений працівник освіти України», в грудні 2002 р. нагороджений знаком «Відмінник освіти України», а з жовтня 2005 року він заслужений професор Ужгородського національного університету.
Професор Михайло Сюсько, крім того, у зв’язку з 20-річчям нагороджений орденом «Народний рух України за перебудову».

### Діяльність в Мукачівському університеті
Нині професор Сюсько М. І. очолює кафедру філологічних дисциплін у Мукачівському держуніверситеті, на якій значна кількість її членів у науковому плані об’єднана комплексною темою «Лексико-семантична система (системи) сучасної української літературної мови й живорозмовного мовлення у їх зв’язках з іншими слов’янськими (і неслов’янськими) мовами». Крім того, кафедра колективно опрацьовує матеріали до «Словника невідмінюваних іменників сучасної української літературної мови».

## Науковий доробок професора Михайла Сюська(вибірково)
- Про категорію роду іменників у закарпатських говорах // Матеріали XVIII наукової конференції. — Ужгород, 1964. — С. 15—18.
- Про ступені порівняння прикметників у говорах Закарпаття // Матеріали І наукової конференції аспірантів. — Ужгород, 1965. — С. 57—64.
- Збереження архаїчних залишків та сліди аналогії в іменниках жін. р. кол. — основ у закарпатських говорах // Доповіді та повідомлення ІІ наукової конференції молодих вчених. — Ужгород, 1965. — С. 35—41.
- Варіанти заперечних займенників у говорах Закарпаття // Матеріали IV конференції аспірантів. — Ужгород, 1965. — С. 137—144.
- Відмінювання іменників середн. р. з основою на приголосний у говорах Закарпаття // Матеріали XII республіканської діалектологічної наради. — Київ: Вид-во АН УРСР, 1965. — С. 72—74.
- Родовий відмінок однини іменників чол. р. в говорах Закарпаття // Матеріали XXI-ї наукової конференції Ужгородського держуніверситету. — Серія філології. — К.: Вид-во Київського університету, 1967. — С. 139—142.
- Займенник у говорах Закарпатської області УРСР. — Харків: Вид-во ХДУ, 1968. — 71 с.
- Іменники називного відмінка множини на -ове в закарпатських говорах // Праці XII республіканської наради. — К.: Наукова думка, 1977. — С. 194—204.
- О прилагательных, указывающих на степень проявления качественного признака, в украинских говорах Закарпатья. — Совещание по общеславянскому лингвистическому атласу (ОЛА). — М., 1973. — С. 195 — 197.
- Спостереження над категорією роду іменника у говорах Закарпатської області УРСР (Матеріали республіканської наукової конференції) У зб.: «Культура і побут населення Українських Карпат». — Ужгород, 1973. — С. 297—303.
- О венгерских заимствованиях в украинской карпатской народной зоонимии // Материалы всесоюзного научного совещания чинно-угроведов // Исследования финно-угорских языков и литератур в их взаимосвязях с языками и литературами народов СРСР (Тезисы докладов Всесоюзного научного совещания финно-угроведов) 27—30 октября. — Ужгород, 1977. — С. 69—70.
- Иван Верхратский — исследователь зоонимии западноукраинских народных говоров // Совещание по общественному лингвистическому атласу. — М., 1977. — С. 170—181.
- Апелятивна лексика як база творення зоонімів / У зб.: «Проблеми дослідження діалектної лексики і фразеології української мови». — Ужгород, 1978. — С. 187—188.
- Зміст і обсяг зоонімічних термінів/ У зб.: «Науково-технічний прогрес і проблеми термінології».-К.: Наукова думка, 1980. — С. 163.
- Традиції й нові тенденції в галузі зоонімії району Українських Карпат// Рєгіянальныя традыцыі ва ў сходнеслевянскіх мовах, літературах і фалькльоры. — Тезісы дакладау ІІ республіканськай науковай канференцыі (25—26 вересня 1980 г.) — Гомель, 1980. — С. 39—40.
- Из карпатской зоонимии: клички, ориентированные на масть// Респебликанская научно-методическая конференція. — Гомель, 1980. — С. 165—171.
- Карпатоукраїнсько-північноросійські паралелі в галузі зоонімії/ У зб.: «Лексика у її зв’язках з сусідніми слов’янськими мовами». — Ужгород, 1982. — С. 1986—1988.
- Наслідки міжмовних та міждіалектних взаємодій в українському зооніміконі району Карпат (Тематичний збірник)// «Дослідження лексики і фразеології». — Ужгород, 1982. — С. 97—109.
- Відображення матеріальної і духовної культури в українському зооніміконі району Карпат // Структура і розвиток українських говорів на сучасному етапі. Тези доповідей і повідомлень. — Житомир, 1983. — С. 99—101.
- Лингвогеографическое изучение зоонимов району Карпат // Совещание по вопросам диалектологии и истории языка (лингвогеография на современном этапе и проблемы межуровневого взаимодействия в истории языка) (Ужгород, 18—20 сентября 1984 г.). — Тезисы докладов и сообщений. — Т.ІІ. — М.: Изд-во АН ССР, 1984. — С. 203—204.
- Взаємовідношення власних і загальних імен (зооніми і апелятиви) в українській мові. — Ужгород, 1985. — 66 с.
- Українсько-південнослов’янські паралелі в зоонімії // Матеріали VI Республіканської славістичної конференції. — Одеса, 1987. — Т.І. — С. 126—127.
- Статус зоонима в онимической системе: ономасиологический аспект. — К.: УМК, 1988. — 87 с.
- Народна зоонімія в образній системі фольклору Українських Карпат. — Хуст: Вид-во Українського т-ва охорони пам’яток історії і культури, 1988. — С. 112—113.
- Способы и типы деривации в зоонимии. — К.: УМК ВО, 1989. — 48 с.
- Риси духовного життя народу в карпатоукраїнському зооніміконі (зооніми, утворені на базі числівників) // Матеріали науково-практичної конференції присвяченої 200-річчю від дня народження Михайла Лучкая (17—18 листопада 1989 р.). — Ужгород: Карпати, 1989. — С. 178—179.
- Трансформації в карпатоукраїнській зоонімії, зумовлені змінами в соціальному житті / У зб.: «Науково-технічна революція і сучасні процеси розвитку лексики української народно-розмовної мови». — Ужгород, 1989. — С. 140—142.
- Современная народная зоонимия (Зоонимикон украинцев району Карпат). — АДД. — Нови Сад (Югославія), 1991. — 46 с.
- Із народної зоонімії Українських Карпат (клички, пов’язані зі способом придбання тварин) // Матеріали наукової конференції присвяченої пам'яті Івана Панькевича (23—24 жовтня 1992 року). — Ужгород, 1992. — С. 345—347.
- Украинско-венгерское взаимодействие в зоонимии / отантропонимийные зоонимы / У зб.: «Acta hungarica». — Ужгород, 1992. — С. 39—41.
- Із карпатоукраїнської зоонімії: клички, зумовлені параметрами просторово-часової вісі // Тези доповідей 47-ї підсумкової наукової конференції професорсько-викладацького складу Ужгородського університету (секція філологічних наук). — Ужгород, 1993. — С. 48.
- О.Духнович і українська мова // О.В. Духнович і слов’янський світ. — Ужгород, 1993. — С. 59—60.
- Українські апелятиви як база в системі карпатоукраїнського зоонімікону // Матеріали науково-практичної конференції «Українська мова на Закарпатті у минулому і сьогодні» (5—6 травня 1992 р.). — Ужгород, 1993. — С. 292—297.
- Карпатоукраїнський зоонімікон як компонент історії духовної культури народу // Матеріали міжнародної наукової конференції (1—4 вересня 1993 р.). — Ужгород, 1993. — С. 221—226.
- Карапоукраїнський зоонімікон як компонент історії духовної культури народу // Кудьтура Українських Карпат: Ґражда, 1994. — С. 634—637.
- Традиційні й сучасні погляди на природу власного імені. — Ужгород, 1994. — 33 с.
- Критерії та принципи номінації у сфері зоонімії // Jazykova a mimojazykova stranka vlasnỳch mien. — II slovenska onomasticka konferencia. — Bratislava — Nitra, 1994. — S. 179—182.
- Із народної демонології: лексика на позначення дводушників // Тези доповідей 49-ї підсумкової наукової конференції професорсько-викладацьокого складу філологічного факультету Ужгородського державного університету. — Ужгород, 1995. — С. 90—92.
- Тіхій Франтішек. Розвиток сучасної літературної мови на Підкарпатській Русі / Переклад з чеської Л.Белея, М. Сюська. — Ужгород, 1996. — 226 с.
- Номінативні ресурси в ареалі карпатоукраїнської зоонімії // Матеріали VII Всеукраїнської ономастичної конференції. — Дніпропетровськ, 1997. — С. 175—176.
- Роль державної мови у системі вузівської освіти: українська мова як навчальна дисципліна і як засіб навчання // Гуманітарна освіта: досвід і проблеми. Ужгород, 25—27 жовтня 1998 року. — Матеріали Всеукраїнської науково-практичної конференції «Трансформація гуманітарної освіти». — Ужгород: Ґражда, 1999. — С. 463 — 473.
- Мовознавчі зацікавлення В. Ґренджі-Донського // Сучасні проблеми мовознавства та літературознавства (Збірник наукових праць). — Ужгород, 1999. — С. 181—185.
- Із карпатської зоонімії: давня традиція // Сучасні проблеми мовознавства та літературознавства (Збірник наукових праць). — Вип. 3. — Ужгород, 2000. — С. 204—210.
- Питання літературної мови у творчих взаєминах Василя Ґренджі-Донського та Зореслава (о. Степана-Севастіяна Сабола, ЧСВВ) // Науковий збірник товариства «Просвіта») в Ужгороді. — Річник IX (XVIII). — Ужгород, 2000. — С. 182—185.
- Українсько-словацькі паралелі в сфері зоонімії // Науковий вісник Ужгородського університету. Серія «Філологія». — Вип. 5. — Ужгород, 2000. — С. 9—12.
- Мовний світ В. Ґренджі-Донського: літературна й діалектна стихії у творчості письменника // Сучасні проблеми мовознавства та літературознавства (Збірник наукових праць). — Вип. 2. — Ужгород, 2000. — С. 209—215.
- В. Ґренджа-Донський в оцінці В. Пачовського // Василь Пачовський у «Закарпаття», 2001. — С. 237—240.
- Особливості мови щоденника Василя Ґренджі-Донського: «Щастя і горе Карпатської України» // Актуальні проблеми журналістики. Збірник наукових праць. — Ужгород: Ліра, 2001. — С. 472—479 (у співавторстві).
- Українська літературна мова на Закарпатті (20—30 рр. XX ст.): чинники мовного розвитку// Українське і слов’янське мовознавство. — Вип. 4. — Ужгород, 2001. — С. 494—499.
- Демонічна лексика в науковій спадщині Володимира Гнатюка // Сучасні проблеми мовознавства та літературознавства (збірник наукових праць): Збірник пам’яті Кирила Галаса. — Вип. 6. — Ужгород, 2002. — С. 156—164.
- Ономастика художнього тексту (на матеріалі творчої спадщини В. Ґренджі-Донського) // Сучасні проблеми мовознавства та літературознавства. — Вип. 5. — Ужгород, 2002. — С. 276—279 (у співавторстві).
- Мовний світ О. Духновича: живорозмовна й книжна стихії в творчості письменника // Олександр Духнович — визначний педагог, мислитель і громадсько-політичний діяч Закарпаття. — Матеріали міжнародної конференції, присвяченої 200-річчю від дня народження Олександра Духновича (24—26 квітня 2003 року). — Ужгород, 2003. — С. 30—47.
- Українсько-словацька інтерферія в сфері зоонімії // Cestou uzajomkosti. — Banska Bystrica, 2003. — S. 288—293.
- “Vychodoslovensky slovnik” (Universum, Kosice-Presov, 2002): словацько-українські паралелі // Шляхом єдності: збірник матеріалів з міжнародної наукової конференції «Словацько-українські взаємини», яка відбулася у Банськиій Бистриці 23—24 жовтня 2003. — Banska Bystrica, 2003, — C. 264—270.
- Із народного джерела: карпатоукраїнська зоонімія // Студії з ономастики та етимології. 2004. — К.: Вид-во НАН України, 2004. — С. 169—179.
- Українсько-польські паралелі в сфері зоонімії // Польща: історія, сучасність, перспективи. Матеріали науково-практичної конференції (Ужгород. 24—25 червня 2004 року). — Ужгород: Ліра, 2004. — С. 181—186.
- Роль Августина Волошина в утвердженні та поширенні на Закарпатті (20—30 рр. XX ст.) української літературної мови // У зб.: Внесок вчених Карпатського регіону у світовий розвиток науки, культури, суспільства. — Хуст, 2005. — С. 182—196.
- Лексико-семантична зумовленість у сфері карпатоукраїнського зоонімікону // Науковий вісник Чернівецького університету. — Вип. 475—477. — Слов’янська філологія. — Чернівці, 2009. — С. 433—443.
- Із народної зоонімії: клички, семантика яких пов’язана з наявністю — відсутністю рогів у тварини // Studia Slovakistica 10. — Ужгород, 2009. — С. 171—185.
- Питання сучасної української літературної та живорозмовної мови: вибране. Монографія. — Ужгород: Ґражда, 2014. — 522 с.

## Михайло Сюсько про інших(вибірково)
- Сюсько Михайло. Конференція в Ужгороді // Українська мова і література в школі. — К., 1979. — № 3. — С. 135.
- Сюсько Михайло. Авторитет мовознавчого світу (про Йосипа Дзендзелівського) // Газ. «Срібна земля» за 17 лютого 1996 року. — С. 14.
- Сюсько Михайло. Державній мові — державний захист // Газ. «Ужгородський університет», № 15—16 (1562—1563) за 16 вересня 1998 року. — С. 1.
- Сюсько Михайло. У системі вузівської освіти // Газ. «Вісті Ужгородщини» за 18 липня 1998 року, № 54—55 (6617). — С. 9.
- Сюсько Михайло. Визнання: у світлі постаті Віталія Ніколайчука // Газ. «Погляд» за 6 жовтня 2000 року, № 3 (15). — С. 5.
- Сюсько Михайло. Іван Чередниченко // Педагоги — науковці. — Частина друга. — Ужгород, 2000. — С. 125—130 (у співавторстві).
- Михайло Сюсько. Про таких кажуть: «Він і швець, і жнець, і на дуду грець» (Юрій Шип. Співаничок для діточок. — Ужгород: Патент, 1999. —144 с. — Тир. 500 прим.) (рецензія) // Сучасні проблеми мовознавства та літературознавства. — Вип. 3. — Ужгород, 2000. — С. 340—343.
- Сюсько Михайло. За і проти нового правопису // Газ. «Ріо» за 3 березня 2001 року, № 9 (140). — С. 11.
- Сюсько Михайло. День рідної мови: мова як виразник рівня культури держави // Газ. «Ужгород» за 24 лютого 2001 року, № 7 (107). — С. 2.
- Сюсько Михайло. Пережтвання, сподівання, а також минуле та задуми на майбутнє // Газ. «Погляд» за лютий 2002 року, № 9 (43). — С. 2.
- Сюсько Михайло. Три «Д» Володимира Сливки. Слово про керівника // Газ. «Погляд» (спецвипуск), № 2 (36) за 2 березня 2002 року. — С. 2.
- Сюсько Михайло. 95-річчя з дня народження Миколи Андрійовича Грицака, лексикографа, поета, прозаїка, фольклориста (1908—1979) // Календар краєзнавчих пам’ятних дат на 2003 рік. — Ужгород: Вид-во В. Падяка, 2002 — С. 171—177.
- Сюсько Михайло. Іван Федорович Фоґорашій (Бережанин): 70-річчя від дня смерті мовознавця, історика і громадського діяча (1886—1934) // Календар краєзнавчих пам’ятних дат на 2004 рік. — Ужгород: Вид-во В. Падяка, 2003 — С. 230—233.
- Сюсько Михайло. Євген(ій) Іванович Сабов: 145-річчя з дня народження літературознавця і фольклориста (1859—1934) // Календар краєзнавчих пам’ятних дат на 2004 рік. — Ужгород: Вид-во В. Падяка, 2003 — С. 190—193.
- Сюсько Михайло. Стриманий оптимізм (розмовляв Андрій Андрусяк, студент відділення журналістики УжНУ) // Газ. «Срібна земля» за 6 листопада 2004 року, № 4 (604).
- Сюсько Михайло. Гіядор Миколайович Стрипський: 130-річчя з дня народження прозаїка, перекладача, фольклориста (1875—1946) // Календар краєзнавчих пам’ятних дат на 2005 рік. — Ужгород: Вид-во В. Падяка, 2004 — С. 125—128.
- Сюсько Михайло. Кафедра української мови // Ужгородський національний університет на порозі ІІІ тисячоліття. — Ужгород, 2005. — С. 144.
- Сюсько Михайло. Кафедра української мови: становлення та розвиток // Науковий вісник Ужгородського університету. Серія Філологія Вип. 9. — Ужгород, 2005. — С. 133—134.
- Сюсько Михайло. Василь Іванович Лавер (до 75-річчя з дня народження) // Науковий вісник Ужгородського університету. Серія філологія. Вип. 11. — Ужгород, 2005. — С. 182—184.
- Сюсько Михайло. Свенціцький Іларіон Семенович // Календар краєзнавчих пам’ятних дат на 2006 рік. — Ужгород: Вид-во В. Падяка, 2005 — С. 170—171.
- Сюсько Михайло. Кирило Йосипович Галас: 85-річчя з дня народження вченого-мовознавця, педагога, поета (1921—1995) // Календар краєзнавчих пам’ятних дат на 2006 рік. — Ужгород: Вид-во В. Падяка, 2005 — С. 168—170.
- Сюсько Михайло. Іван Артемович Панькевич. 120-річчя від дня народження літературознавця, фольклориста, мовознавця (1887—1958) // Календар краєзнавчих пам’ятних дат на 2007 рік. — Ужгород: Вид-во В. Падяка, 2006. — С. 370—374.
- Сюсько Михайло. Кирило Йосипович Галас: до 85-річчя з дня народження вченого-мовознавця, педагога, поета (1921—1995) // Газ. «Карпатська Україна» за 1 жовтня 2006 року, № 13 (119).
- Сюсько Михайло. Олександр Андрійович Митрак. 170-річчя від дня народження письменника, культуролога, мовознавця — лексикографа, етнографа (1837—1913). — Ужгород: Вид-во В. Падяка, 2006. — 399—402.
- Сюсько Михайло. Василь Степанович Гренджа-Донський. 100-річчя від дня народження письменника, громадського діяча (1897—1974) // Календар краєзнавчих пам’ятних дат на 2007 рік. — Ужгород: Вид-во В. Падяка, 2006. — С. 205—210.
- Сюсько Михайло. Грицак Микола Андрійович // Енциклопедія Закарпаття. Визначні особи XX ст. — Ужгород: Ґражда, 2007. — С. 105.
- Сюсько Михайло. Добош Василь Іванович // Енциклопедія Закарпаття. Визначні особи XX ст. — Ужгород: Ґражда, 2007. — С. 116—117.
- Сюсько М. І. Медвідь-Пахомова Світлана // Енциклопедія Закарпаття. Визначні особи XX ст. — Ужгород: Ґражда, 2007. — С. 211.

## Друковані джерела про проф. Михайла Сюська(вибірково)
- Москаленко Н. А., Феденко М. М., Смагленко Ф. П. Українська сучасна літературна мова. — К. — Одеса: Вища школа, 1980. — 160 с.
 Зі змісту (про Михайла Сюська) — С. 2.
- Warchoł Stefan. Kwestionarius do badania zoonimii ludowej w Polsce na tle słowianskim. — Lublin, 1993.
 Зі змісту (про Михайла Сюська) — S. 229, 230, 231.
- Сюсько Михайло Іванович // Академіки наук вищої школи України. Довідник. — К., 1994.
 Зі змісту (про Михайла Сюська) — С. 259.
- Філологічному факультету — 50 // Науковий вісник Ужгородського університету. — Серія Філологія. — вип. 1, 1995.
 Зі змісту (про Михайла Сюська) — С. 3, 4.
- Гранчак І. М., Довганич О. Д., Сливка В. Ю. та ін. Осередок освіти, науки, культури. Ужгородському університету — 50 років. — Ужгород, 1995.
 Зі змісту (про Михайла Сюська) — С. 15, 108, 110, 111, 112, 113, 131.
- Кор. Л. У. (: «Літературна Україна»). Ювілей мовознавця (М. Сюсько). — Газ. «Літературна Україна», 1997 рік, за 22 червня.
- Наші ювіляри. Михайлу Сюську — 60 // Інформаційний вісник Академії наук вищої школи України. — К., 1997. — С. 33—34.
- Ф. К. (? Федір Ковач). Сюсько Михайло // Краєзнавчий словник русинів-українців. Пряшівщина. — Пряшів: Союз русинів-українців, 1999. — С. 332
- Ужгородський державний університет. 2000. — Ужгород, 2000. — 125 с.
 Зі змісту (про Михайла Сюська) — С. 67, 68, 69.
- Науковий вісник Ужгородського університету. — Серія Філологія 5. — Ужгород, 2000.
 Зі змісту (про Михайла Сюська) — С. 2, 152.
- Вілли всього людині не замінять (Інтерв'ю Михайла Сюська зі студенткою відділення журналістики УжНУ Антоніною Дерев'яненко) // Газ. «Погляд», №  4 (38) за 28 червня 2002 року — С. 4.
- Карпенко Ю. О. Євген Степанович Отін: спроба наукової лірики // В зб. «В пространстве филологии». — Донецк: Юго-Восток, 2002.
 Зі змісту (про Михайла Сюська) — С. 13.
- Уста Іван. Міжнародна наукова конференція, присвячена 200-річчю з дня народження Олександра Духновича // Газ. «Новини Закарпаття», №  64—65 за 26 квітня 2003 року. 
 Зі змісту (про Михайла Сюська) — С. 3.
- Лазоришин Ігор. Олександра Духновича вшанували науковці // Газ. «Срібна земля», №  15 за 26 квітня 2003 року. 
 Зі змісту (про Михайла Сюська) — С. 13.
- Мова не тільки засіб спілкування... (Інтерв'ю Ярослава Ядловського з Михайлом Сюськом) // Газ. «Фест», №  6 (359) від лютого 2003 року. — С. 15.
- Белей Л. О. Сюсько Михайло Іванович // Українська мова. Енциклопедія. — Видання друге, виправлене і доповнене. — К.: Вид-во «Українська енциклопедія» ім. М. П. Бажана, 2004. — С. 675.
- Власенко В. В. Сучасна українська літературна мова. Бібліографічний покажчик. — Житомир, 2004.
 Зі змісту (про Михайла Сюська) — С. 165.
- Федака Павло. Бібліографічний покажчик. До 60-річчя від дня народження. — Ужгород: Карпати, 2005.
 Зі змісту (про Михайла Сюська) — пп. 31, 101, 113, 129, 130, 133, 135, 173, 257, 457, 514, 623, 675, 681, 875, 888.
- Венжинович Наталія, Розумик Тамара. Михайло Іванович Сюсько. 70-річчя від дня народження // Календар краєзнавчих пам'ятних дат на 2007 рік. — Ужгород: Вид-во В. Падяка, 2006. — С. 263—268.
- Зубач Василь. Професор з Міжгірщини // Газ. «Закарпатська правда», №  25 за 1 липня 2006 року. — С. 12.
- Вегеш М. М. Сюсько Михайло Іванович // Енциклопедія Закарпаття: видатні особи XX століття. — Ужгород: Ґражда, 2007. — С. 316—317.
- Я не в захоплення від Болонської системи навчання (Інтерв'ю Михайла Сюська з Мирославою Галас) // Газ. «Ужгород», №  21 (434) за 2 травня 2007 року. — С. 13.
- 70-та весна вченого і педаґоґа Михайла Сюська // Календар «Просвіти» на 2007 р. — С. 176.
- Венжинович Наталія. До ювілею професора Михайла Сюська // Науковий вісник Ужгородського університету. Серія Філологія, №  15. — Ужгород, 2007. — С. 144—146.
- Сюсько Микола. Серпантини, Ужгород: Ґражда, 2008 р. — 140 с.
 Зі змісту (про Михайла Сюська) — С. 17, 35.
- Закарпатський діалект. Бібліографічний покажчик. — Ужгород: Говерла, 2009. — 135 с.
 Зі змісту (про Михайла Сюська) — пп. 1246—1295.

## Родина проф. Михайла Сюська
- Сюсько Іван Яцькович — батько (09.04.1894 — 23.11.1948)
- Сюсько (Блецкан) Гафія Іванівна — мати (07.05.1894 — 09.02.1962)
- Сюсько Іван Іванович — брат (15.03.1926 — 16.08.1990)
- Щур (Сюсько) Марія Іванівна — сестра (14.10.1928 — 05.10.1987)
- Сюсько Микола Іванович — брат (1931 р. н.)
- Сюсько Василь Іванович — брат (1934 р. н.)
- Сюсько (Романюк) Раїса Василівна — дружина (1937 р. н.)
- Сюсько Костянтин Михайлович — син (1965 р. н.)
- Шебештян (Сюсько) Ярослава Михайлівна — дочка (1968 р. н.)